# Прайс, Том
Том Прайс (англ. Thomas Maldwyn Pryce, 11 июня 1949, Ритин, Денбишир, Уэльс — 5 марта 1977, ЮАР) — британский автогонщик, участник чемпионатов мира по автогонкам в классе Формула-1.

## Биография
Том Прайс родился 11 июня 1949 года в Уэльсе. Его отец служил в ВВС, а мать была медсестрой.
У него был старший брат, который умер в молодом возрасте.
В детстве Том мечтал стать автогонщиком, но начал с обучения на тракториста-механика.

### Смерть
Погиб на Гран-при ЮАР 1977 года, сбив маршала перебегавшего трассу с огнетушителем, который и попал гонщику в голову.

## Личная жизнь
В 1975 году он женился на Нелле Прайс (англ. Nella Price) и жил в Лондоне.

## Результаты выступлений в Формуле-1
| Легенда к таблице |                                                                    |
| --- | ------------------------------------------------------------------ |
| В таблице перечислены результаты всех Гран-при Формулы-1, в которых принимал участие гонщик. Строками таблицы являются сезоны, столбцами — этапы чемпионата мира. В каждой клетке указаны сокращённое название этапа и результат, дополнительно обозначенный цветом. Расшифровка обозначений и цветов представлена в нижеследующей таблице. |                                                                    |
| \| Пример \| Описание \| \| ------------ \| ------------------------------------------------------------------ \| \| 1 \| Победитель \| \| 2 \| Второе место \| \| 3 \| Третье место \| \| 5 \| Финишировал, заработав очки \| \| Сход \| Не финишировал, но при этом заработал очки \| \| 12 \| Финишировал, не получив очков \| \| НКЛ \| Финишировал, но не попал в финальную классификацию \| \| 15 \| Участвовал вне зачёта, либо по отдельной классификации \| \| 18 \| Не финишировал, но попал в финальную классификацию \| \| Сход \| Не финишировал \| \| НКВ \| Не прошёл квалификацию \| \| НПКВ \| Не прошёл предквалификацию \| \| ДСК \| Дисквалифицирован \| \| ИСК \| Исключён из протокола соревнований \| \| ТТ \| Заявлен для участия только в тренировках \| \| НС \| Участвовал в квалификации, но не стартовал в гонке \| \| Т \| Травмирован или болен \| \| ОТК \| Отказ от участия \| \| НТР \| Прибыл на соревнования, но на трассу не выезжал \| \| НПР \| Был заявлен в числе участников, но не прибыл к началу соревнований \| \| О \| Соревнования отменены \| \| \| Не участвовал \| \| Поул-позиция \| \| \| Быстрый круг \| \| |                                                                    |
| Пример | Описание                                                           |
| 1 | Победитель                                                         |
| 2 | Второе место                                                       |
| 3 | Третье место                                                       |
| 5 | Финишировал, заработав очки                                        |
| Сход | Не финишировал, но при этом заработал очки                         |
| 12 | Финишировал, не получив очков                                      |
| НКЛ | Финишировал, но не попал в финальную классификацию                 |
| 15 | Участвовал вне зачёта, либо по отдельной классификации             |
| 18 | Не финишировал, но попал в финальную классификацию                 |
| Сход | Не финишировал                                                     |
| НКВ | Не прошёл квалификацию                                             |
| НПКВ | Не прошёл предквалификацию                                         |
| ДСК | Дисквалифицирован                                                  |
| ИСК | Исключён из протокола соревнований                                 |
| ТТ | Заявлен для участия только в тренировках                           |
| НС | Участвовал в квалификации, но не стартовал в гонке                 |
| Т | Травмирован или болен                                              |
| ОТК | Отказ от участия                                                   |
| НТР | Прибыл на соревнования, но на трассу не выезжал                    |
| НПР | Был заявлен в числе участников, но не прибыл к началу соревнований |
| О | Соревнования отменены                                              |
| | Не участвовал                                                      |
| Поул-позиция |                                                                    |
| Быстрый круг |                                                                    |

| Год  | Команда    | Шасси | Двигатель   | 1       | 2        | 3        | 4        | 5        | 6     | 7        | 8        | 9        | 10       | 11       | 12       | 13     | 14       | 15       | 16       | 17  | Место | Очки |
| ---- | ---------- | ----- | ----------- | ------- | -------- | -------- | -------- | -------- | ----- | -------- | -------- | -------- | -------- | -------- | -------- | ------ | -------- | -------- | -------- | --- | ----- | ---- |
| 1974 | Token      | RJ02  | Cosworth V8 | АРГ     | БРА      | ЮАР      | ИСП      | БЕЛ Сход | МОН   | ШВЕ      |          |          |          |          |          |        |          |          |          |     | 18    | 1    |
| 1974 | Shadow     | DN3   | Cosworth V8 |         |          |          |          |          |       |          | НИД Сход | ФРА Сход | ВЕЛ 8    | ГЕР 6    | АВТ Сход | ИТА 10 | КАН Сход | США НКЛ  |          |     | 18    | 1    |
| 1975 | UOP Shadow | DN3   | Cosworth V8 | АРГ 12  | БРА Сход |          |          |          |       |          |          |          |          |          |          |        |          |          |          |     | 10    | 8    |
| 1975 | UOP Shadow | DN5   | Cosworth V8 |         |          | ЮАР 9    | ИСП Сход | МОН Сход | БЕЛ 6 | ШВЕ Сход | НИД 6    | ФРА Сход | ВЕЛ Сход | ГЕР 4    | АВТ 3    | ИТА 6  | США НКЛ  |          |          |     | 10    | 8    |
| 1976 | Shadow     | DN5B  | Cosworth V8 | БРА 3   | ЮАР 7    | СШЗ Сход | ИСП 8    | БЕЛ 10   | МОН 7 | ШВЕ 9    | ФРА 8    | ВЕЛ 4    | ГЕР 8    | АВТ Сход |          |        |          |          |          |     | 12    | 10   |
| 1976 | Shadow     | DN8   | Cosworth V8 |         |          |          |          |          |       |          |          |          |          |          | НИД 4    | ИТА 8  | КАН 11   | США Сход | ЯПО Сход |     | 12    | 10   |
| 1977 | Shadow     | DN8   | Cosworth V8 | АРГ НКЛ |          | ЮАР Сход | СШЗ      | ИСП      | МОН   | БЕЛ      | ШВЕ      | ФРА      | ВЕЛ      | ГЕР      | АВТ      | НИД    | ИТА      | США      | КАН      | ЯПО | -     | 0    |
| 1977 | Shadow     | DN5B  | Cosworth V8 |         | БРА Сход |          |          |          |       |          |          |          |          |          |          |        |          |          |          |     | -     | 0    |